# Xysticus maculiger
Xysticus maculiger är en spindelart som beskrevs av Roewer 1951. Xysticus maculiger ingår i släktet Xysticus och familjen krabbspindlar. Inga underarter finns listade i Catalogue of Life.